# Cultura de la cerámica cordada
La cultura de la cerámica cordada es un vasto horizonte arqueológico europeo que comenzó a despuntar a finales del Neolítico regional (la Edad de Piedra), alcanzó su apogeo durante el Calcolítico (la Edad del Cobre) y culminó a principios de la Edad del Bronce (o sea, entre el 2900 y el 2450/2350 a. C.).
También se la denomina cultura del hacha de combate/guerra o cultura de los sepulcros individuales, recibiendo unos u otros nombres en función de la escuela arqueológica a la que pertenezca el investigador correspondiente. Tanto la cerámica decorada con cuerdas como las hachas de combate (simbólicas, ya que estaban pulidas en piedra, lo que las convertía en armas poco eficientes para esa época) eran típicas ofrendas funerarias masculinas, depositadas en tumbas individuales, por lo que los tres elementos forman una asociación recurrente.
Está asociada con la introducción del metal en el norte de Europa y, según algunos investigadores, con ciertas lenguas de la familia indoeuropea.

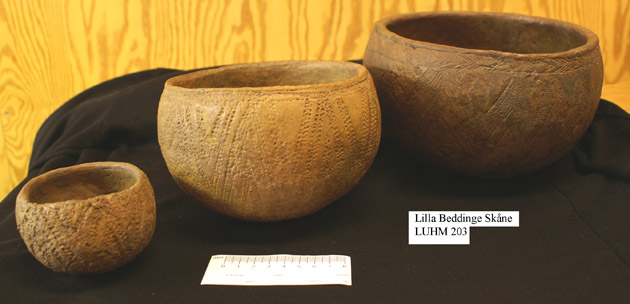
Vasijas del cementerio Lilla Beddinge, en Skåne (Suecia), con las marcas de cuerdas características de esta cerámica en el conjunto de técnicas de decoración incisa.

## Extensión geográfica
Esta cultura arqueológica se extendió por toda la Europa del norte y oriental, desde el río Rin en el oeste, hasta el río Volga en el este, incluyendo buena parte de lo que actualmente son los siguientes países:
- Alemania
- Países Bajos
- Dinamarca
- Polonia
- Lituania
- Letonia
- Estonia
- Bielorrusia
- República Checa
- Eslovaquia
- norte de Ucrania
- oeste de Rusia
- sur de Noruega
- sur de Suecia
- sur de Finlandia.

Extensión aproximada del horizonte arqueológico de la «cerámica cordada», con las culturas adyacentes del tercer milenio antes de nuestra era (según la Encyclopedia of Indo-European Culture).

Es contemporánea del complejo cultural campaniforme, el cual aparece de forma totalmente independiente en el estuario del río Tajo (península ibérica), hacia el 2900 a. C., solapándose en su área de distribución más occidental con aquel, al oeste del río Elba. Esta circunstancia pudo haber contribuido a la distribución paneuropea del campaniforme.
Aunque adoptaron una organización social y patrones de asentamiento similares a los grupos campaniformes, los de la cerámica cordada carecían de los refinamientos de aquellos, sólo posibles mediante el comercio y la comunicación por el mar y los ríos.

## Orígenes y desarrollo

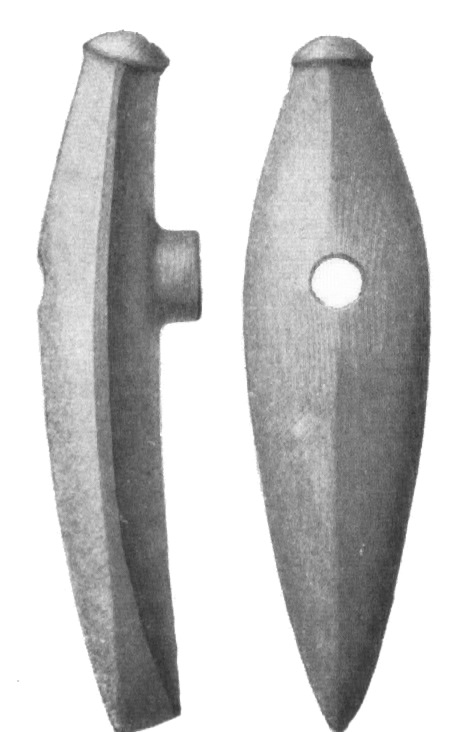
Hacha de guerra con forma de bote, de Närke (Suecia); la «cultura del hacha de guerra» o «cultura del hacha con forma de bote», en Suecia y Noruega, apareció cerca del 2800 a. C. y se reconoce en cerca de 3000 tumbas desde Skåne hasta Trøndelag y Uplandia.

Ha habido muchas teorías diferentes relacionadas con el origen de la cultura de la cerámica cordada. De manera general, se podría decir que hay una división entre los arqueólogos que observan influencias de las sociedades ganaderas de las estepas situadas al norte del mar Negro y los que piensan que nació en Centroeuropa de manera autóctona. Pero en ambos campos, hay muchos puntos de vista diferentes. La última tendencia ha sido la búsqueda de un camino intermedio. La distribución de la cerámica cordada coincide en parte con su predecesora cultura de los vasos de embudo (TRB, por sus siglas en alemán), con la cual comparte cierto número de características, como las impresiones de cuerda en la cerámica o el uso de caballos y vehículos de ruedas, lo cual puede ser rastreado como influencia de las culturas de la estepa europea.
Según H. Müller-Karpe la cerámica cordada y las hachas de piedra pulida como ofrendas funerarias constituirían una pervivencia de los sustratos neolíticos regionales en la mayoría de los territorios. Para Fagan y Sherratt, este fenómeno representó la culminación de la interacción entre tendencias opuestas presentes en el área de las planicies que se extienden por el norte de Europa, desde Dinamarca a Kiev: entre la extensificación en la Europa del Este y el sedentarismo local de Europa occidental.
Pero para otros investigadores, solo en algunas zonas la continuidad entre el vaso de embudo y el cordado puede ser demostrada, mientras que en otras la cerámica cordada anuncia una nueva tipología cultural y física. Para estos, en la mayor parte de la enorme extensión que ocupó esta cultura fue claramente intrusiva y, por consiguiente, representa uno de los más impresionantes y revolucionarios cambios culturales constatados por la arqueología. Establecer el grado a partir del cual un cambio cultural puede representar inmigración o no sigue siendo objeto de debate, debate que ha sido muy intenso en torno a este fenómeno.

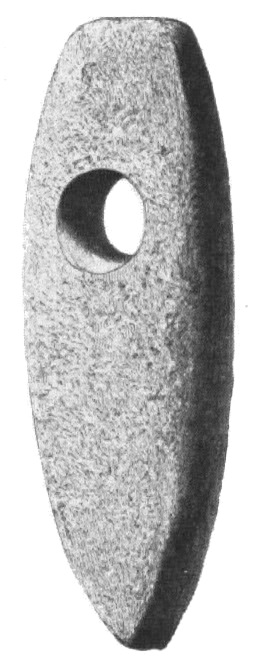
Hacha de guerra de Gotland.

Las formas de cerámica cordada en sepulturas individuales se desarrollaron antes en Polonia que en el oeste y el sur de la Europa Central. El desarrollo al mismo tiempo de ritos funerarios con objetos cordados (rodeados por cuerdas) no cerámicos en las zonas occidentales se ha explicado como una difusión de rasgos culturales a través de una red de contactos, más que a través de la migración, sugiriendo la existencia de un «Horizonte A» en el siglo XXVIII a. C. Esto se debe comprender en el marco de un cierto número de conexiones (vasos comunicantes) dentro de diferentes contextos regionales.
Las fechas más tempranas de radiocarbono proceden de Kujavia y Malopolska, en el centro y sur de Polonia, y apuntan hacia el período del 3000 a. C. Las dataciones del carbono-14 para el resto de Europa central muestran que la cerámica cordada apareció después del 2880 a. C. Desde allí se extendió al Brezal de Luneburgo (Lüneburger Heide) y luego hasta la planicie del norte de Europa, la cuenca del Rin, Suiza, Escandinavia, la región del Báltico y Rusia hasta Moscú, donde este complejo se fusionó con el estepario.
En las regiones occidentales, esta evolución ha sido identificada como un cambio interno, suave pero rápido que tiene sus raíces en el precedente grupo de los vasos de embudo, teniendo su origen en la zona del este de Alemania. En la región báltica (actuales Estados bálticos y Kaliningrado) ha sido vista más bien como un elemento intrusivo en el área suroeste de la cultura de Narva.
En resumen, la cerámica cordada no representa una única y monolítica entidad, sino más bien la difusión de unas innovaciones tecnológicas y culturales de pueblos diferentes pero contemporáneos, que vivían muy próximos los unos a los otros, y que nos han dejado diferentes restos arqueológicos.

## Economía
Hay muy pocos asentamientos descubiertos que confirmen la tradicional visión de que esta cultura estaba dedicada exclusivamente al pastoreo nómada. Esta idea se fue viendo modificada según aparecían evidencias de agricultura sedentaria, como las trazas de trigo y cebada que fueron encontradas en el yacimiento de Bronicice, en el sudeste de Polonia. Los vehículos de ruedas (posiblemente tirados por bueyes) se convierten en una prueba de la continuidad con los tiempos del complejo de los vasos de embudo.
Entre los animales domesticados se incluían caballos, bueyes y vacas, cuya leche fue usada sistemáticamente en el área limítrofe norte de los Alpes desde el 3400 a. C. en adelante. Las ovejas son encontradas más fácilmente en la parte occidental de Suiza, donde, posiblemente, utilizaban su lana.
En el área báltica y costa oeste escandinava hay claras pruebas de una economía marítima, en la cual el mar se convirtió en un nexo de unión.

## Comportamiento funerario

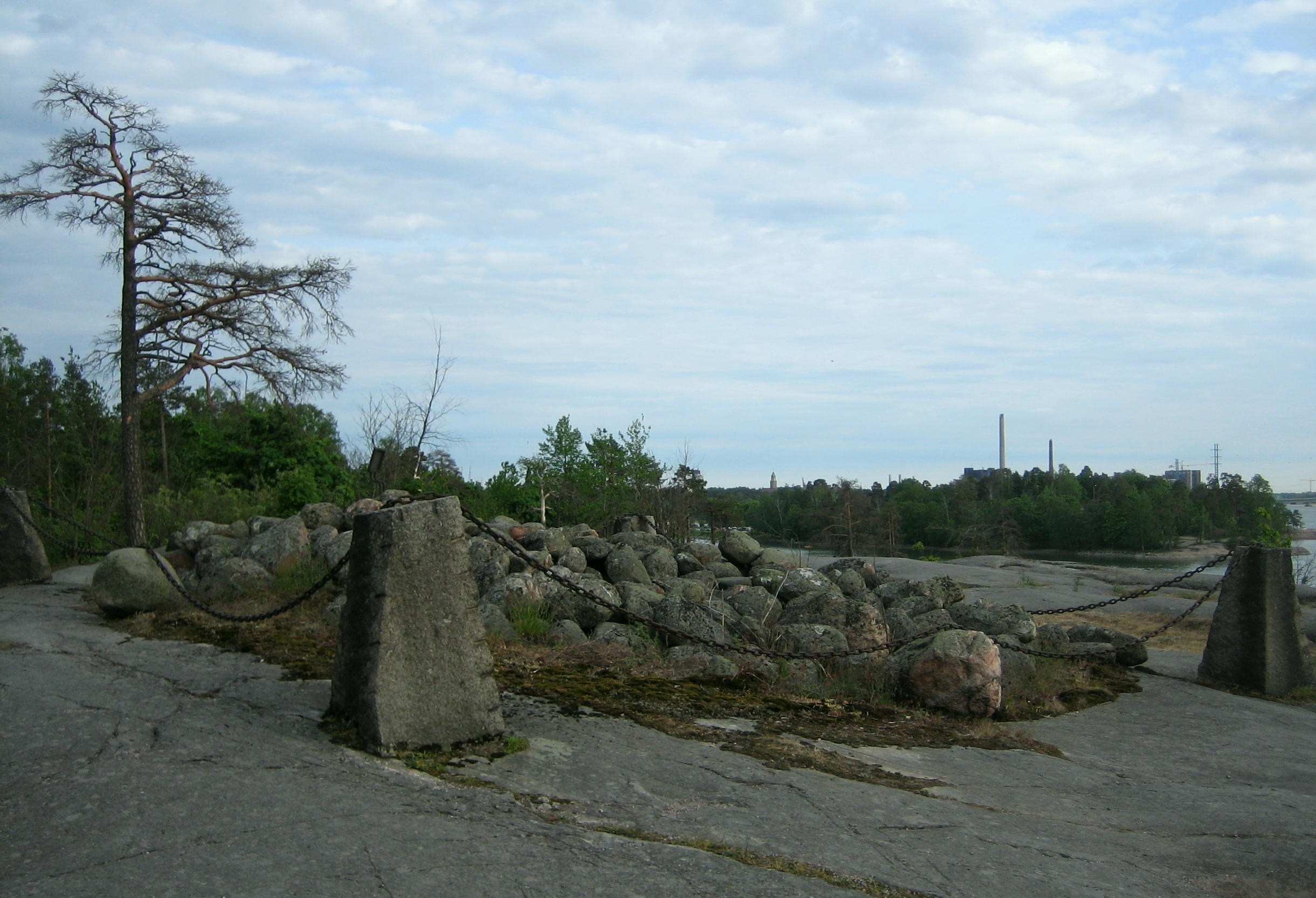
Tumba de la Edad del Bronce (Pronssikausi hauta, en finés) en Meilahti (Helsinki, Finlandia). La tumba está situada en una roca al lado del mar y data aproximadamente del Dentro de la tumba había huesos quemados. Los objetos culturales más antiguos del área de Helsinki corresponden al final de la última glaciación, del 6000 a. C., en el valle del río Keravanjoki.

Con los grupos de la cerámica cordada se constatan dos nuevas tendencias, la de los sepulcros individuales y la diferenciación por sexos, en contraste con la tradición megalítica anterior de enterramientos colectivos sin apenas desigualdades. Mientras que los hombres eran enterrados normalmente en posición flexionada, sobre su lado derecho y orientados hacia el oeste, las mujeres se colocaban sobre su costado izquierdo y mirando hacia el este. Además, los ajuares masculinos considerados ricos estaban formados por cerámica cordada y armas (mazas y hachas de piedra, etc.), mientras que los femeninos consistían en cerámica y objetos suntuarios (cuentas de ámbar o conchas, brazaletes de cobre, et.).
La inhumación se producía bajo un suelo que quedaba llano o bajo un pequeño túmulo. En Suecia y algunas partes del norte de Polonia las tumbas fueron orientadas norte-sur, con los hombres yaciendo sobre su izquierda y las mujeres sobre su derecha, ambos mirando hacia el este. Originariamente debió de haber alguna construcción en madera, ya que, con frecuencia, las tumbas se colocaban en línea. Esto contrasta con las prácticas de Dinamarca donde los muertos eran enterrados debajo de pequeños montículos con una estratigrafía vertical: el más antiguo bajo el nivel del suelo; el segundo por encima de esta tumba; y, ocasionalmente, un tercer entierro por encima de los otros dos. Otra tipología de enterramiento serían las tumbas-nicho de Polonia.
La contemporánea cultura del vaso campaniforme tuvo similares tradiciones funerarias y la extensión de ambas juntas llegó a abarcar buena parte de Europa, interrelacionándose y enriqueciéndose mutuamente en sus áreas de solapamiento.

## Idioma
Durante el siglo XIX el complejo cultural cordado fue el favorito de algunos autores como el Urheimat (lugar original) de los hablantes del idioma protoindoeuropeo, una teoría que ha sido descartada por los investigadores actuales en favor de la hipótesis de los kurganes, de Marija Gimbutas, o la hipótesis anatólica (o NDT) de Colin Renfrew.
A pesar de ello, todavía hay quien sostiene que el celta, alemán, báltico y eslavo pueden ser rastreados hasta este horizonte arqueológico. Y eso aunque se ha deducido que, por ejemplo, el protogermánico se desarrolló en Escandinavia hacia el final de la Edad de Bronce nórdica.
En 2009 se publicó el análisis genético del ADN de unos restos óseos pertenecientes a unos kurganes de Krasnoyarsk que establecían su relación con los tipos rusos actuales, lo que ha llevado a especular con la posibilidad de que estuvieran efectivamente relacionados con la expansión del indoeuropeo.